# Pinus monticola
Pinus monticola, el pino blanco occidental, es una especie arbórea de la familia de las Pináceas.

## Distribución y hábitat
Este pino crece en las montañas del oeste de los Estados Unidos y Canadá, específicamente en la cordillera de Sierra Nevada, la cordillera de las Cascadas, la Cadena costera del Pacífico y las Montañas Rocosas septentrionales. El árbol se extiende hasta el nivel del mar, particularmente en Oregón y Washington. Es el árbol estatal de Idaho.

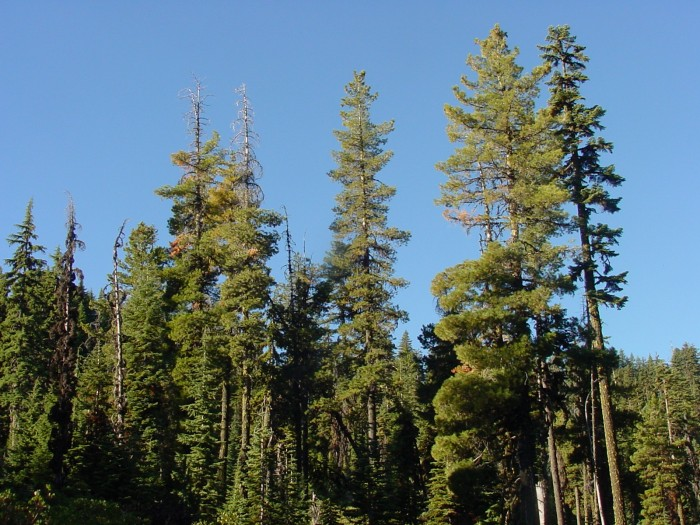
Árboles maduros que crecen en un grupo mezclado.

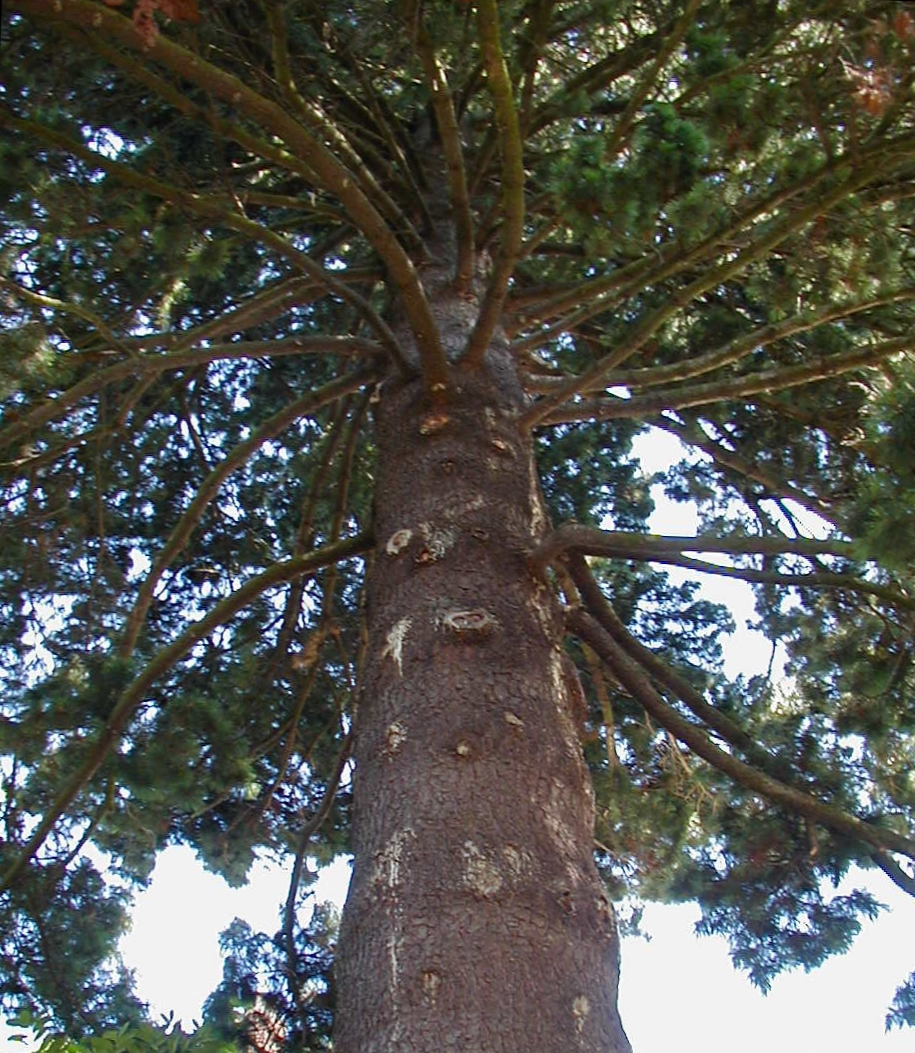
Pino blanco occidental que crece en Portland, Oregón.

## Descripción
El pino blanco occidental es un gran árbol, que crece habitualmente hasta 30-50 m y excepcionalmente hasta 70 m de alto. Es un miembro del grupo de los pinos blancos, Pinus subgénero Strobus, y como todos los miembros de ese grupo, las hojas ("acículas") están en fascículos (ramos) de cinco, con una vaina caduca. Las acículas están finamente serradas, y tienen 5-13 cm de largo. Los conos son largos y delgados, 12-32 cm de largo y 3-4 cm de ancho (cerrado), abriéndose a 5-8 cm de ancho; las escamas son delgadas y flexibles. Las semillas son pequeñas, 4-7 mm de largo, y tienen un ala delgada larga de 15-22 mm.
Está relacionado con el pino de Weymouth (Pinus strobus), del que se diferencia en que tiene los conos más grandes, con acículas que duran ligeramente más (2–3 años, más que 1,5–2 años) con bandas estomatales más prominentes, y un hábito más denso y estrecho. Las ramas nacen en racimos regulares, producidos a razón de una al año; este es pronunciado en árboles estrechos, mientras que los ajemplares abiertos pueden tener una forma más redondeada con ramas más extensas. Se cultiva ampliamente como un árbol ornamental, pero ha sido talado ampliamente a través de gran parte de su área de distribución en el pasado.

## Plagas
Ha sido seriamente afectado por el Cronartium ribicola, un hongo que fue introducido accidentalmente desde Europa en 1909. El Servicio Forestal de los Estados Unidos considera que el 90% de los pinos blancos occidentales murieron por la herrumbre al oeste de las Cascadas. Amplios grupos han sido sustituidos por otros pinos y otras especies. La herrumbre ha matado también gran parte del pino de corteza blanca fuera de California. La herrumbre es menos severa en California, y los pinos blancos occidentales y de corteza blanca han sobrevivido allí en gran número.

La resistencia a la herrumbre es genética, y debido a la variabilidad genética del pino blanco occidental algunos ejemplares quedan protegidos por el rust. El Servicio Forestal de los EE. UU. tiene un programa para localizar y alimentar al pino blanco occidental resistente a la herrumbre y también al pino de azúcar (véase enlace externo abajo). Plántulas de estos árboles han sido introducidas en el ámbito silvestre. 

## Taxonomía
Se describió primero al Pinus monticola por Douglas ex D.Don  y se publicó en A Description of the Genus Pinus, ed. 3 2: [sin numerar entre las páginas 144 y 145]. 1832.
Etimología
Pinus: nombre genérico dado en latín al pino.
monticola: epíteto latino que significa "de los montes".
Sinonimia
- Pinus grozelieri Carrière
- Pinus porphyrocarpa A.Murray bis
- Pinus strobus subsp. monticola (Douglas ex D.Don) A.E.Murray
- Pinus strobus var. monticola (Douglas ex D.Don) Nutt.
- Strobus monticola (Douglas ex D.Don) Rydb.[6][7]